# 퍼블릭 에너미 (2009년 영화)
《퍼블릭 에너미》(영어: Public Enemies)는 2009년 공개된 미국의 전기 범죄 드라마 영화이다.

## 줄거리
1930년대 대공황 시대를 배경으로, 악명 높은 은행 강도 존 딜린저와 그를 추적하는 FBI 요원 멜빈 퍼비스의 이야기가 펼쳐진다.
딜린저는 동료들과 함께 감옥을 탈출한 후 연쇄 은행 강도를 벌이며 세력을 확장해 나간다. 그 과정에서 매력적인 여인 빌리 프리솃을 만나 깊은 사랑에 빠진다. 한편 FBI는 딜린저를 잡기 위해 최첨단 수사 기법을 동원하고, 퍼비스는 냉철한 판단력과 뛰어난 수사 능력을 발휘하며 딜린저를 압박해 온다.
딜린저와 프리솃은 서로에게 깊이 빠져들지만, 딜린저의 범죄 행위는 그들을 점점 더 위험한 상황으로 몰아간다. 딜린저 일당은 경찰의 추격을 피해 도주를 거듭하고, 퍼비스는 딜린저의 은신처를 알아내기 위해 딜린저의 동료들을 심문하고 고문하는 등 수단과 방법을 가리지 않는다. 딜린저 일당은 은행 강도 과정에서 동료를 잃고 도주와 은닉을 반복하다가 결국 경찰의 추격망에 걸린다. 
딜린저는 최후의 은행 강도를 계획하고, 그 돈으로 프리솃과 함께 도망치려 한다. 하지만 프리솃은 이미 경찰에 체포된 상태였고, 딜린저의 마지막 계획은 수포로 돌아간다. 퍼비스는 딜린저를 체포하기 위해 함정을 파고, 딜린저는 연인과 함께 도주하기 위한 마지막 시도를 하지만 결국 경찰의 총에 맞아 죽음을 맞이한다.
딜린저의 죽음 이후 퍼비스는 FBI를 떠나고 프리솃은 감옥에서 풀려나지만, 그들의 삶에는 깊은 상처가 남는다.

## 출연
- 조니 뎁 - 존 딜린저 역
- 크리스천 베일 - 멜빈 퍼비스 역
- 마리옹 코티야르 - 빌리 프리솃 역
- 빌리 크루덥 - J. 에드거 후버 역
- 스티븐 도프 - 호머 밴미터 역
- 스티븐 랭 - FBI 요원 찰스 윈스테드 역
- 마이클 벤트 - 허버트 영블러드 역
- 스티븐 그레이엄 - 조지 "베이비 페이스" 넬슨 역
- 제이슨 클라크 - 존 "레드" 해밀턴 역
- 데이비드 웨넘 - 해리 "피트" 피어폰트 역
- 스펜서 개릿 - 토미 캐럴 역
- 크리스천 스톨티 - 찰스 매클리 역
- 지어바니 리비시 - 앨빈 카비스 역
- 존 오티즈 - 필 디앤드레이아 역
- 도미닉 롬바도지 - 길버트 커티나 역
- 빌 캠프 - 프랭크 니티 역
- 로리 코크런 - FBI 요원 카터 바움 역
- 리처드 쇼트 - FBI 요원 샘 카울리 역
- 케리 멀리건 - 캐럴 슬레이먼 역
- 존 마이클 볼저 - 마틴 자커비치 역
- 브란카 카티치 - 애나 세이지 역
- 에밀리 더래빈 - 바버라 패츠키 역
- 숀 해터시 - FBI 요원 존 머달라 역
- 돈 프라이 - FBI 요원 클래런스 허트 역
- 맷 크레이븐 - FBI 요원 제리 캠벨 역
- 채닝 테이텀 - 찰스 "프리티 보이" 플로이드 역
- 릴리 테일러 - 릴리언 홀리 보안관 역
- 데이비드 워쇼프스키 - 교도소장 베이커 역
- 피터 게러티 - 루이스 피켓 역
- 케이시 시마스코 - 해리 버먼 역
- 릴리 소비에스키 - 폴리 해밀턴 역
- 제임스 루소 - 월터 디트릭 역

## 우리말 녹음
KBS 성우진 (2014년 8월 15일)
- 김승준 - 존 딜린저(조니 뎁)
- 양석정 - 멜빈 퍼비스(크리스천 베일)
- 정미숙 - 빌리 프리솃(마리옹 코티야르)
- 유호한 - 후버(빌리 크루덥)
- 원호섭 - 레드(제이슨 클라크)  / 찰스 윈스테드(스티븐 랭)
- 김영진 - 호머 밴미터(스티븐 도프)
- 박상훈 - 해리 '피트' 피어폰트(데이비드 웨넘)
- 김목용 - 카터 바움(로리 코크런)
- 강보라 - 애나 세이지(브란카 카티치)
- 홍진욱 - 넬슨(스티븐 그레이엄)
- 전승화 - 줄리어스 라이스(랜디 라이언)
- 남도형 - 바턴 요원(매디슨 더크스) / 블래키(클라크 게이블)